# Enrique Martín Goerling Lara
Enrique Martín Goerling Lara (Posadas, Argentina; 3 de octubre de 1972) es un politólogo y político argentino del partido Propuesta Republicana. Es Senador de la Nación Argentina por la provincia de Misiones desde 2023.

## Biografía
Nacido en Posadas, Argentina, Goerling es licenciado en Relaciones Internacionales y en Ciencia Política de la Universidad del Salvador, Buenos Aires. Además, es magíster en Administración y Gerencia Pública de la Universidad de Alcalá y en Administración de Empresas de la Cerem Global Business School (MBA).
En el sector privado, Goerling trabajó como profesor de relaciones pública y marketing político, y como consejero y director ejecutivo de una empresa hidroeléctrica.
En octubre de 2023, fue electo Senador de la Nación Argentina por la provincia de Misiones en las Elecciones legislativas de 2023.